# Transformers: Rescue Bots
Transformers: Rescue Bots, o simplemente "Rescue Bots", es una línea de juguetes y una serie de televisión basada en el fabricante de juguetes Hasbro's. Rescue Bots es el sucesor de Transformers: Robot Héroes y se basa en el mismo concepto que la franquncia Marvel Super Hero Squad y Hero On-The-Go. Rescue Bots se centra principalmente en educar a los niños acerca de los peligros y la seguridad.
El grupo de Autobots que toman parte en Rescue Bots son Chase, Heatwave, Blades y Boulder, con la excepción de Optimus Prime y Bumblebee en la serie de televisión.
En relación con otras series/continuidades de Transformers Rescue Bots, la línea de juguetes de aliados se diferencia de la serie de televisión: Jefe Burns Charlie (socio de Optimus Prime), Cody Burns (socio de Heatwave), Axel Frazier (socio de Bumblebee), Billy Blastoff (socio de Chase), Storm Sawyer (socio de Blades), y Walker Cleveland (socio de Boulder). Un perro llamado Sparkplug (un homenaje a Transformers: Generation 1 y Transformers: Animated) también se ofrece como un miembro del equipo.
La serie de televisión cuenta con Jefe Charlie Burns (socio de Chase), Cody Burns, Dani Burns (socia de Blades), Kade Burns (socio de Heatwave), y Graham Burns (socio de Boulder), así como Doc Greene y Francine Greene como personajes secundarios.

## Personajes

### Rescue Bots
Heatwave: Es el líder de la fuerza de rescate sigma 17 de cybertron. Él y sus compañeros fueron obligados a entrar en hibernación cuando fueron atacados por un devorador de energon, hasta que un tiempo después fueron convocados a la tierra por Optimus Prime llamando a los autobots que estaban dispersos por las galaxias. Al llegar Optimus le dio la tarea a Heatwave de liderar a su equipo en la misión para ayudar a los humanos, pero al principio no estaba muy contento por parecer una máquina sin conciencia para los habitantes de Griffin Rock, al punto de que en el primer episodio se quisiera ir, hasta que Cody, el hermano pequeño de la familia, descubriera su secreto y les dijera que les iba a enseñar todo lo que tenían que saber sobre la Tierra, haciendo que Heatwave empezara a entablar una amistad con él, al punto de que, como lo reveló en "changes" lo quisiera cuidar y llevar a la escuela. Al llegar a la Tierra, escaneo un camión de bomberos lo que le dio habilidades como lanzar agua de los puños y tener una escalera saliendo de su espalda. Su compañero es Kade Burns, un bombero que es bastante presumido y lo trata mal, aunque tiene un poco de amistad con Heatwave cuando se preocupa de él a veces.
Él ve a Optimus cómo un gran líder refiriéndose a él como "señor" y siempre obedece ,o intenta hacerlo, sus órdenes, aunque por ejemplo en "Its a bot time" a pesar de que Optimus les dijera a todos que fueran a través de la máquina del tiempo mientras él la energetisaba Heatwave no lo quiso dejar en el pasado, pero cuando Optimus le dice que lo haga, finalmente obedece, lo que significa que Heatwave estima mucho a Optimus y no le gustaría que algo malo le fuera a pasar.
Chase: Es un rescue bot que servía en sigma 17 bajo las órdenes de Heatwave. El y sus compañeros fueron obligados a entrar en hibernación cuando fueron atacados por un devorador de energon, hasta que un tiempo después fueron convocados a la tierra por Optimus Prime llamando a los autobots que estaban dispersos por las galaxias, aunque, como se mostró en "unfinished buissnes", se sintió mal por no ayudar a los que estaban en una nave que estaba cerca al devorador. Él es muy estricto con las normas ya que sabe todos los códigos de policía como se muestra en diversos episodios, haciendo lo posible por hacerlos cumplir. Tiene un sentido del humor que casi nadie puede entender y no tiene mucha idea del sarcasmo. Al llegar a la tierra, escaneo un carro de policía y se hace compañero de Charlie Burns, un policía y jefe de los rescatistas de Griffin rock y el único que sabía de los autobots en el principio. A pesar de tener una buena relación con el jefe, a veces no concuerda en ser tan suave respecto al cumplimiento de las leyes, debido a que el jefe no está tan obsesionado con cumplir las reglas como Chase, ya que no es tan flexible.
Boulder: Es un rescue bot que servía en sigma 17 bajo las órdenes de Heatwave. Él era el que reparaba las naves dañadas que rescataban y también su propia nave. Él y sus compañeros fueron obligados a entrar en hibernación cuando fueron atacados por un devorador de energon, hasta que un tiempo después fueron convocados a la tierra por Optimus Prime llamando a los autobots que estaban dispersos por las galaxias. Le encanta estar en la tierra porque tiene cosas que Cybertron, su hogar no tenía, tales como las plantas y los animales, aunque extraña de vez en cuando su hogar original. Es muy inteligente y sabe mucho sobre ingeniería, entonces pronto se vuelve un gran amigo de Graham Burns, un estudiante de ingeniería el cual a veces le pide ayuda a Boulder para estudiar para algún examen de la universidad en la que el va. Al llegar a la tierra (fue el primero en escanear su modo vehicular) escaneó un bulldozer verde, dándole la capacidad de utilizar un sonar para encontrar cosas como a sus compañeros, una palanca enterrada en el suelo, entre muchas más cosas, mientras no estén en movimiento.
Blades: Es otro rescue bot que sirvió en sigma 17 bajo el mando de Heatwave. Es como el médico de la nave porque en "unfinished buissnes" Heatwave le dio la orden de llevar el equipo médico para los sobrevivientes y en "more that mets the eye" el revisa a Chase después de que se lastimara la pierna. El y sus compañeros fueron obligados a entrar en hibernación cuando fueron atacados por un devorador de energon, hasta que un tiempo después fueron convocados a la Tierra por Optimus Prime llamando a los autobots que estaban dispersos por las galaxias. A pesar de trabajar en una nave espacial, no le gusta mucho estar en el espacio, tal vez por su miedo a las alturas, lo que no le favoreció al llegar a la tierra porque ya que sus compañeros habían escaneado sus formas vehiculares, el único que quedó fue un helicóptero de emergencias, entonces su compañera fue Dani Burns, una piloto, aunque a veces parece que fuera una estudiante de vuelo. A pesar de no gustarle volar, Blades entabla una rápida amistad con la chica y como su deseo de ayudar es más grande que su miedo, a veces no le importa que esté volando y se olvida de su temor, aunque a veces desea nunca haber tenido que escanear el helicóptero y podido haber escaneado algo con ruedas, como lo dice en "Griffin rock express" al pasar por el túnel.
Blurr: Es otro rescue bot que apareció en la tercera temporada de la serie

## Series de televisión
Una serie de televisión ha sido confirmada y será transmitido por Discovery Family. Rescue Bots es desarrollado para la televisión por Nicole Dubuc, Brian Hohlfeld y Jeff Kline. La serie se estrenó como un adelanto el 17 de diciembre de 2011, y se estrenó oficialmente el 18 de febrero de 2012.

## Episodios
- Anexo:Episodios De Transformers: Rescue Bots